# Vesløs Sogn
Vesløs Sogn er et sogn i Thisted Provsti (Aalborg Stift).
I 1800-tallet var Vesløs Sogn og Arup Sogn annekser til Øsløs Sogn. Alle 3 sogne hørte til Vester Han Herred i Thisted Amt. Øsløs-Vesløs-Arup sognekommune blev ved kommunalreformen i 1970 indlemmet i Thisted Kommune.
I Vesløs Sogn ligger Vesløs Kirke.
I sognet findes følgende autoriserede stednavne:
- Gammel Vesløs (bebyggelse, ejerlav)
- Høbjerg (areal)
- Højbjerg (bebyggelse)
- Mommer (areal)
- Oddegårde (bebyggelse)
- Storeholm (areal)
- Tømmerby Fjord (areal)
- Vesløs (bebyggelse)
- Vesløs Huse (bebyggelse)
- Vesløs Mark (bebyggelse)
- Vesløs Vejle (areal)